# After Burner II
After Burner II is een rail shooter-computerspel ontwikkeld door Sega-AM2 en uitgegeven door Sega in 1987. Oorspronkelijk kwam het spel uit voor arcade, maar enige jaren later kwamen er versies voor Amiga, Atari ST, Commodore 64, DOS, FM Towns, MSX, Master System, Mega Drive, NES, Sega Saturn, PC Engine en Nintendo 3DS.
Op PlayStation 2 kwam een remake van het spel uit in 2004 onder de titel Sega Ages 2500 Series Vol. 10: After Burner II.

## Spelbesturing
De speler bestuurt een Grumman F-14 Tomcat en moet vijandige vliegtuigen uitschakelen met raketten en mitrailleurs zonder daarbij geraakt te worden door de tegenstander.